# ريتشارد هارينجتون (ممثل)
ريتشارد هارينجتون (بالإنجليزية: Richard Harrington)‏ هو ممثل بريطاني، ولد في 12 مارس 1975 في Merthyr Tydfil ‏ في المملكة المتحدة.

## وصلات خارجية
- ريتشارد هارينجتون على موقع IMDb (الإنجليزية)
- ريتشارد هارينجتون على موقع قاعدة بيانات الفيلم (الإنجليزية)